# Ahmet Emin Yalman

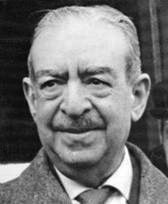
Ahmet Emin Bey

Ahmet Emin Yalman (1888 in Thessaloniki – 19. Dezember 1972) war ein türkischer Journalist, Autor und Professor.

## Leben
Yalman wurde 1888 in Thessaloniki geboren, das damals Teil des Osmanischen Reiches war.
Nach einem Studium an der Columbia University kehrte er 1914 in die Türkei zurück. Er wurde zum ersten Associate Professor für Soziologie und dann Professor für Statistik an der Universität Istanbul. Er arbeitete auch als Journalist. 1919 wurde er auf Befehl des Sultan Mehmed VI. nach Kütahya verbannt, 1920 von der britischen Besatzungsmacht nach Malta.
Nach seiner Freilassung bot ihm die nationale Regierung in Ankara den Posten des Generaldirektors für Presse und Information und den Botschafterposten in Washington (DC). Yalman lehnte dankend ab, weil er sich auf seine journalistische Arbeit konzentrieren wollte. Der Staatsgründer Mustafa Kemal Atatürk belegte Yalman mit einem elfjährigen Berufsverbot. 1952 versuchte ein religiöser Fanatiker, Yalman mit einem Dolch zu töten.
Yalman war der Gründer und viele Jahre der Herausgeber der einflussreichen türkischen Zeitung Vatan. Er war auch einer der Gründer der Liberalen Internationale im Jahr 1947 und des International Press Institute im Jahr 1950.
1950 kam Adnan Menderes an die Regierung. Nach anfänglicher Pressefreiheit unterdrückte Menderes die Presse immer stärker; gegen über 2000 Journalisten wurden Prozesse geführt.
Yalman warf Menderes vor, das Land ähnlich zu knebeln wie einst die osmanischen Sultane. Im Herbst 1959 druckte Yalman in seiner Zeitung einen Artikel des Indianapolis Star nach, in dem behauptet wurde, der Ministerpräsident beute die US-Wirtschaftshilfe zu seinem politischen Vorteil aus. Kurz darauf wurde Yalman wegen „Verkleinerung“ des Ministerpräsidenten Menderes angeklagt. Der Prozess fand Beachtung in westlichen Ländern. Yaman wurde zu 15 Monaten Haft verurteilt und Ostern 1960 krank aus der Haft entlassen. Bei  Demonstrationen skandierten Zehntausende seinen Namen. Am 27. Mai 1960 verhafteten türkische Militärs Menderes und übernahmen zeitweise die Macht in der Türkei.

## Auszeichnungen, Veröffentlichungen
Er veröffentlichte drei Bücher in englischer Sprache, eines auf Deutsch und mehr als zehn auf Türkisch, einschließlich seiner Autobiographie in vier Bänden.
Er erhielt als Auszeichnungen unter anderem den 'Golden Pen of Freedom Award' des Internationalen Verbandes der Zeitungsverleger im Jahre 1961 und die Goldmedaille des Britischen Instituts der Journalisten.